# Evangelische Kirche (Höllrich)

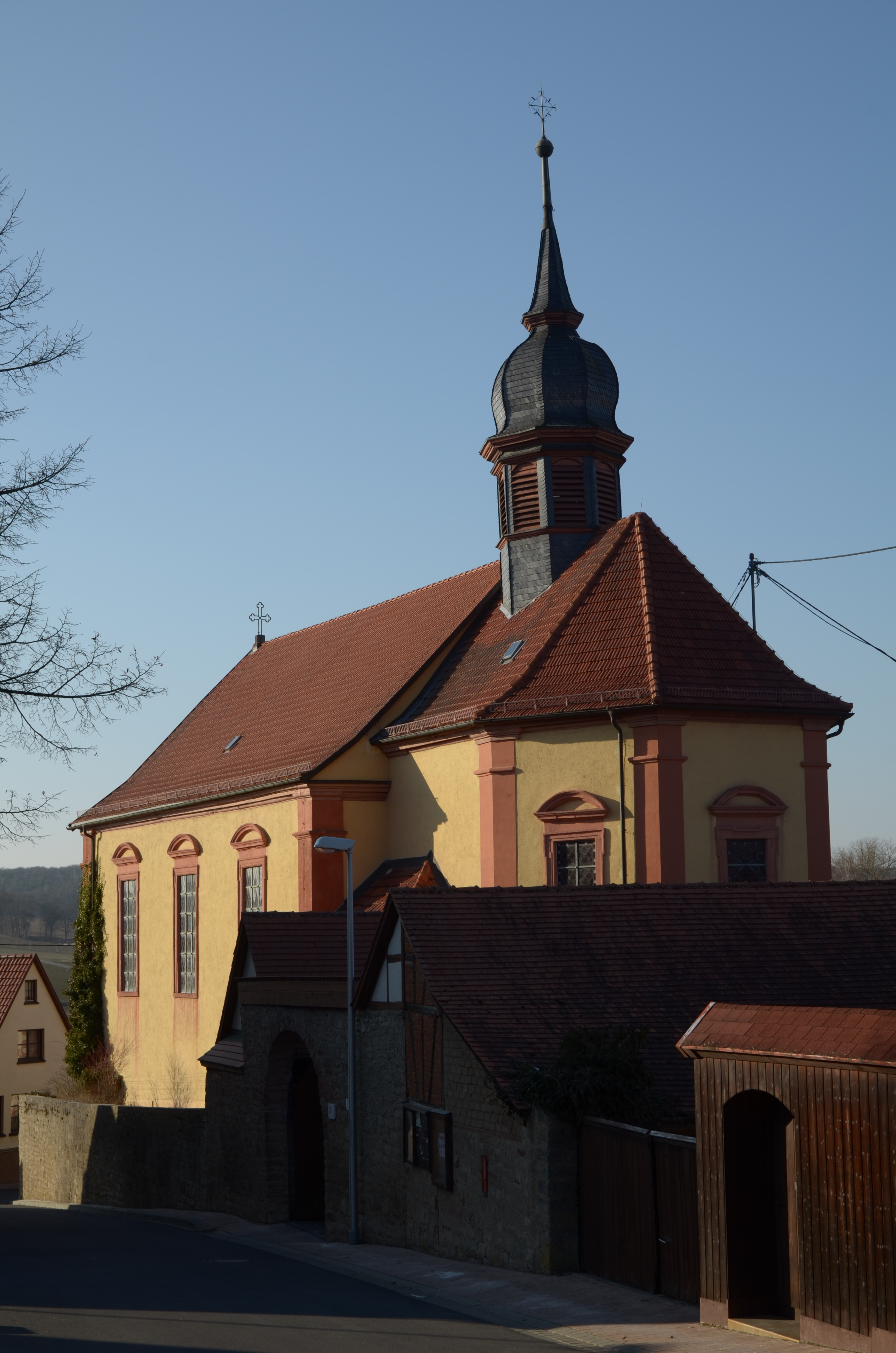
Die Kirche in Höllrich

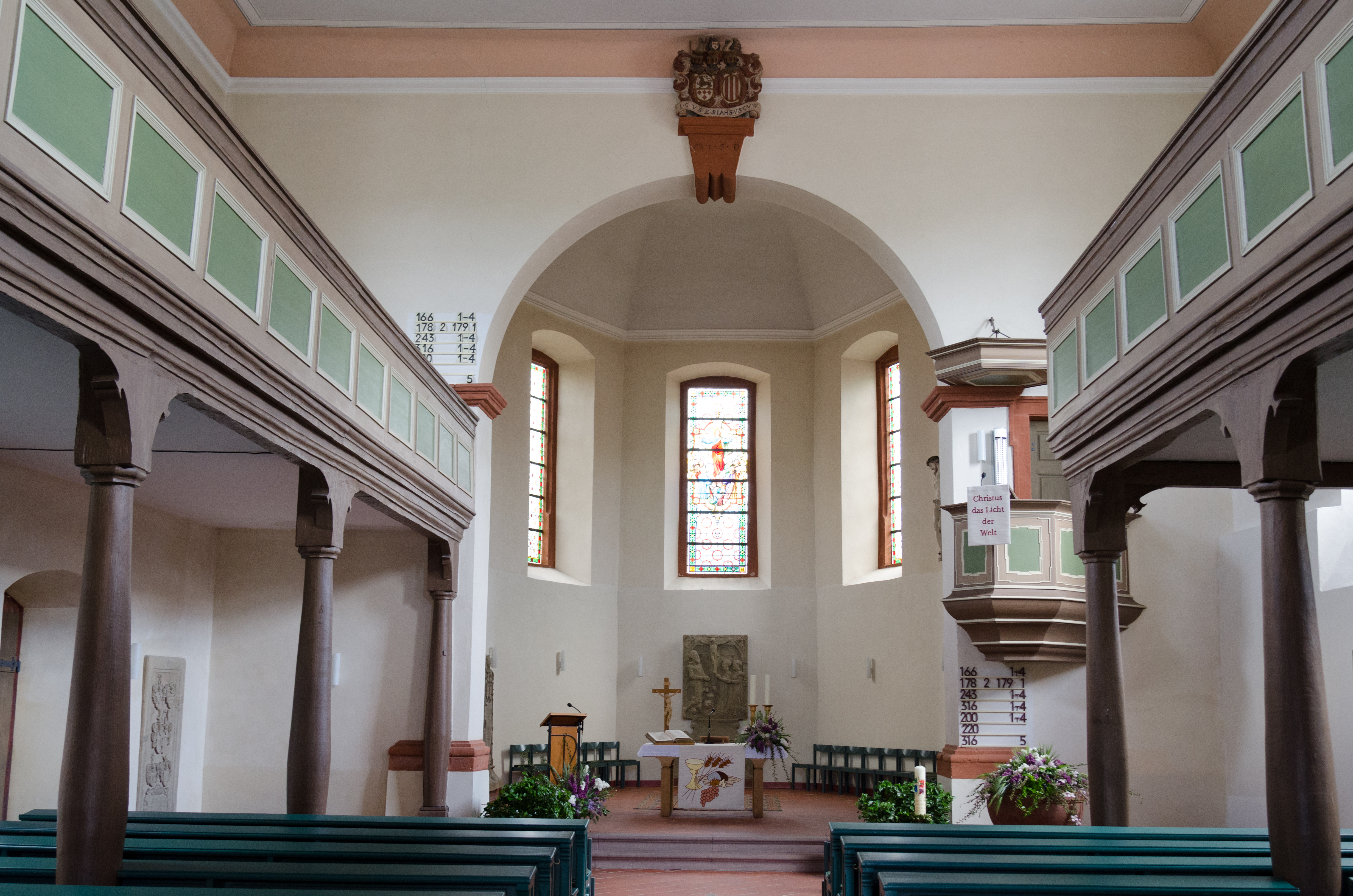
Innenraum der Kirche

Die evangelisch-lutherische Pfarrkirche von Höllrich ist eine Dorfkirche. Höllrich ist ein Gemeindeteil von Karsbach im unterfränkischen Landkreis Main-Spessart. Die Kirche gehört zu den Baudenkmälern von Karsbach und ist unter der Nummer D-6-77-149-8 in der Bayerischen Denkmalliste registriert. Die Pfarrei Höllrich ist Teil des Dekanats Lohr am Main.

## Geschichte
Die Freiherren von Thüngen führten in Höllrich die Reformation ein. Im Jahr 1562 erhielt das Dorf den ersten evangelischen Pfarrer. Die Kirche wurde im Jahr 1706 erbaut.

## Beschreibung
Der Chor der Kirche mit dem Altar liegt im Osten. Über dem Chor befindet sich der achteckige Dachreiter mit Zwiebeldach. Das Langhaus besitzt eine dreiseitig umlaufende Empore. Die Kanzel, farblich genauso gestaltet wie die Brüstung der Empore, ist rechts neben dem Chorbogen angebracht. Die Orgel steht auf dem westlichen Teil der Empore. Über dem Chorbogen sieht man das Allianzwappen des Johann Georg von Schenck zu Schweinsberg und der Anna Helena Sophia von Schenk, geborene von Wallenstein. In der Kirche befinden sich mehrere Grabmäler, unter anderem das von Konrad von und zu Thann † 1681, ein Werk von Jakob Faulstig aus Hammelburg.